# 卢永根
卢永根（1930年12月2日—2019年8月12日），男，生于香港，籍贯广东花都，中国作物遗传学家，中国共产党党员，中国科学院院士，曾任华南农业大学教授、校长，第五届、第六届中国共产党广东省委员会委员，第八届中国人民政治协商会议全国委员会委员。
2020年12月3日，中共中央追授“全国优秀共产党员”称号。

## 生平
1930年12月2日，卢永根出生于香港一个中产家庭，是家中第四个孩子。卢永根的祖父是广州花县人，因年轻时家贫，辗转至香港谋生，起初在海味店当伙计，后经打拼，得以在香港立足，家境逐渐殷实。卢永根的父亲卢国棉兼受中西教育，是香港一家英国律师行的高级职员。卢永根的母亲则出身贫苦农村家庭。
1936年开始，卢永根入读香港粤华中学附属小学，受到较好的教育。但1941年，卢永根读四年级时，香港沦陷，香港被日军占领。香港局势紧张，卢永根的父亲卢国棉失业了，卢永根与兄弟姐妹被送回故乡广州花县避难。但是当时花县也沦陷了，时常有日军到乡下骚扰，生活并不安宁，而且家乡的物质生活非常贫乏，远远不及香港。在家乡两年多的逃难日子里，卢永根认识到农民生活的艰辛，目睹了日军的凶残行径，体会到沦为亡国奴的苦楚，民族意识开始觉醒。
在乡下待了将近两年之后，卢永根返回香港，进入港侨中学读初中。1945年8月，日军宣布投降，国民党军队进驻香港。然而，国民党军队在香港的种种行为，让年少的卢永根感到非常失望。初中读了一段时间后，卢永根没有遵照父亲卢国棉的意愿继续在英文书院读书，自己选择了转去岭英中学上学。在岭英中学，卢永根遇到了身为中共成员的语文老师林莽中（萧野），并被介绍到香港培侨中学读高中。1946年，卢永根进入香港培侨中学读高中，在这里卢永根积极参加学生运动，当选为香港培侨中学学生自治会主席。1947年12月，卢永根加入了中共地下组织的领导的“新民主主义青年同志会”。1949年8月9日，卢永根加入了中共香港地下组织。高中毕业后，卢永根被组织安培回内地，到广州的岭南大学去读书和从事革命工作。
1949年8月，卢永根顺利考入广州的岭南大学医学院，同时领导岭南大学的地下学联工作。但不久后，因事务繁忙，加之医学院学业繁重，卢永根转入了课业负担稍轻的农学院，自此开始接触农学。1952年11月，全国院系调整，岭南大学农学院和中山大学农学院等合并为华南农学院，卢永根因而成为华南农学院大四的学生。时任院长丁颖是卢永根的老师，两人因此相识。1953年8月，卢永根从华南农学院农学专业毕业，被分配留校任教，担任作物遗传育种学的助教。留校工作之后，卢永根和丁颖交流更加频密，除了在学院的教学和科研工作之外，两人还是华南农学院当时仅有的两位广州市人民代表大会代表，常常一起去参加会议，两人也渐渐成为忘年之交。后来在卢永根的鼓励和支持下，68岁的丁颖在1956年加入中国共产党。
1955年，华南农学院选派卢永根到北京农业大学参加为期两年的全国作物遗传选种进修班。当时中国正大力倡导学习苏联，这个进修班也主要教授苏联伊万·弗拉基米洛维奇·米丘林的遗传学观点，对美国托马斯·亨特·摩尔根的遗传学观点持批判态度。但当时，北京大学研究杂交玉米的李竞雄教授和研究植物多倍体鲍文奎教授却反对米丘林的遗传学说，支持摩尔根的遗传学说。鲍文奎的观点给卢永根留下了深刻印象，卢永根一番查验，发现苏联相关论文确实经不起推敲，也对米丘林的遗传学观点产生怀疑。1958年，反右运动中卢永根这些观点成为他的重大政治问题，被处以留党察看一年的处分，但卢永根还是坚持自己的观点，不认同米丘林的遗传学说。
1961年8月，在北京担任中国农业科学院院长的丁颖需要助手，选择了卢永根担任此职。1962年8月，卢永根赴北京，成为了丁颖的科研助手。卢永根跟随丁颖奔赴全国各地考察，研究各地水稻品种、性状、栽培方法，搜集各地稻种，积累了大量宝贵资料。1964年10月，丁颖因病逝世，卢永根回到华南农学院工作，后面牵头完成了包括水稻光温生态试验研究在内的后续水稻研究工作和项目总结。文化大革命初期，卢永根被批为走资派兼反动学术权威，后来更被下放广东翁城干校，在那里度过了十年。直到1978年，卢永根才回到广州。
1978年8月，农牧渔业部派遣卢永根到菲律宾的国际水稻研究所参加培训班，卢永根表现优异。1978年11月，卢永根晋升华南农学院副教授；1979年3月，又担任华南农学院农学系副主任。1980年，卢永根以公派访问学者身份赴美国加利福尼亚大学戴维斯分校留学。留学期间，卢永根将自己的水稻育种研究拓展到了细胞生物学层面，进行了水稻诱导胞核雄性不育突变体的细胞学研究，得出明显的染色体畸变与胞核雄性不育性有着密切的关系的结论。在美国期间，卢永根在美国的亲人几次试图说服他留下，但卢永根都拒绝了。1983年5月，卢永根晋升华南农学院教授；1983年11月，担任华南农学院院长。1993年11月，卢永根当选中国科学院院士。
退休后，卢永根对水稻研究依旧热情不减，不顾年迈多次亲自前往野外搜集野生水稻资源。2015年5月，卢永根和哥哥将故乡花都的两间祖屋，以他们父母的名义捐给了当地的罗洞小学。2017年3月，卢永根与妻子徐雪宾将毕生积蓄880万余元全部捐赠给华南农业大学，成立教育基金以支持贫困学生、扶持农业教育事业。晚年的卢永根还决定在身后将遗体捐献给医学科研和教育事业，并吩咐丧事从简，不举行遗体告别仪式。2018年3月，卢永根获评感动中国2017年度人物。2019年8月12日4时41分，卢永根因病在广州逝世，享年89岁。

## 学术贡献
卢永根在水稻遗传资源、水稻半矮生性、雄性不育性、杂种不育性与亲和性等方面的遗传研究中取得许多成果，特别是水稻特异亲和基因的观点，以及应用特异亲和基因克服籼粳亚种间不育性的设想，是栽培稻杂种不育性和亲和性的重要理论。

## 评价
卢永根在华南农业大学学习、工作多年，特别是在1983至1995年担任华农校长的13年间，大力建设校园、积极推进改革，大胆提拔人才，为华南农业大学的发展作出了巨大的贡献。
卢永根生活节约朴素，晚年将毕生积累的财产全部捐赠出来支持教育事业，是感动中国2017年度人物。